# Culicoides konmiaoensis
Culicoides konmiaoensis är en tvåvingeart som beskrevs av Liu och Zhou 2006. Culicoides konmiaoensis ingår i släktet Culicoides och familjen svidknott. Inga underarter finns listade i Catalogue of Life.